# Estronalsita
L'estronalsita és un mineral de la classe dels silicats que pertany al grup del feldespat. El seu nom prové de la seva composició química: estronci, sodi (en llatí natrium) i alumini. És un aluminosilicat. Forma solució sòlida amb la banalsita.

## Característiques
L'estronalsita és un silicat de fórmula química Na₂SrAl₄Si₄O₁₆. Cristal·litza en el sistema ortoròmbic. La seva duresa a l'escala de Mohs és 6,5.
Segons la classificació de Nickel-Strunz, l'estronalsita pertany a «09.FA - Tectosilicats sense H₂O zeolítica, sense anions addicionals no tetraèdrics» juntament amb els següents minerals: kaliofil·lita, kalsilita, nefelina, panunzita, trikalsilita, yoshiokaïta, megakalsilita, malinkoïta, virgilita, lisitsynita, adularia, buddingtonita, celsiana, hialofana, microclina, ortosa, sanidina, rubiclina, monalbita, albita, andesina, anortita, bytownita, labradorita, oligoclasa, reedmergnerita, paracelsiana, svyatoslavita, kumdykolita, slawsonita, lisetita, banalsita, anortoclasa, danburita, maleevita, pekovita, lingunita i kokchetavita.

## Formació i jaciments
Es forma com a mineral secundari d'alteració en vetes que tallen xenòlits de tufs metamorfitzats i màfics (Rendai, Japó) i en vetes i grans en agregats jadeítics amb serpentina (Mont Osha, Japó). Ha estat descrita associada a pectolita, slawsonita, albita, calcita, aragonita, natrolita, thomsonita, prehnita, atolita, resenhahnita i vuagnaïta.